# Генрі Ковелл
Генрі-Діксон Ковелл (англ. Henry Cowell; 11 березня 1897, Менло-Парк, штат Каліфорнія — 10 грудня 1965, Нью-Йорк, штат Нью-Йорк) — американський композитор, піаніст, музикознавець та педагог.

## Біографія
З 5 років почав вчитися гри на скрипці, але невдовзі уроки довелося припинити внаслідок слабкого здоров'я хлопчика. Після розлучення батьків у 1903 році Генрі подорожує з матір'ю, проживаючи у родичів у Канзасі, Оклахомі та Айові.
Під час однієї з поїздок в 1908 році він почав писати власну музику. «Незавершена мелодія» на вірші Лонгфелло стала першим відомим твором. У 14 років у домі Ковелла з’явилося фортепіано та вже на наступний рік він дав концерт. Важливо, що весь концерт складався із власних експериментальних творів. 
До початку свого навчання, в 1914 році в Каліфорнійському університеті (Берклі) у Чарлза Сіґера, Генрі залишався самоуком. На момент прийняття в університет написав понад сто творів. Попри велику творчість композитора-самоука, наставника Генрі найбільше зацікавили неупередженість та музична індивідуальність молодого композитора.
У 1919 році Генрі закінчив трактат про свої власні музичні методи — «Нові музичні ресурси». Великий вплив у роботі над трактатом здійснив Сігер. У цій роботі, виданій в 1930 році, він розкриває нові музичні методи, естетичні напрямки і можливі альтернативи загальноприйнятій системі нотації.
На початку 20-х років активно концертував як піаніст в Європі і Північній Америці, виконуючи власні твори, в яких вже широко використовувалися політональність, поліритмія, атональность та лади східної музики.
У 1928 році став першим американським композитором, який відвідав СРСР.
Ряд концертів у Північній Америці та Європі, що відбувалися в 1920-х роках, створили хвилі як незліченних друзів, так і ворогів новоствореної музичної течії. Незважаючи на визнання і повагу з боку таких світових музичних авторитетів як Барток і Шенберґ, його концерти часто породжували безлади в аудиторії, викликали гнів критиків, які задавалися питанням, чи не маскує свавільна самобутність Ковелла відсутності справжньої музичної майстерності.
В 1927 році заснував щоквартальне видання «Нова музика», в якому висвітлювалась творчість сучасних композиторів. Був його редактором до 1936 року. Він також редагував «American Composers on American Music» та спільно зі своєю дружиною, Сідні Ковелл, написав книгу «Charles Ives and His Music».
Генрі Коуелл викладав в Новій школі соціальних досліджень у Нью-Йорку в 1932-52 роках. З 1949 року — в Колумбійському університеті. У 1936 році був засуджений за звинуваченням у гомосексуальних зв'язках, але і у в’язниці не припиняв писати музику. Завдяки піклуванню композитора Персі Ґрейнджера в 1940 році був умовно звільнений. Повністю реабілітували Ковелла аж через два роки.
Поряд з Воллінґфордом Ріґґери, Чарлзом Айвзом, Карлом Раґґлсом і Джоном Беккером входив в "Американську п'ятірку" авангардних композиторів.
Помер Генрі Ковелл 10 грудня 1965 внаслідок тривалої хвороби.

## Характеристика творчості
У 1910-х роках ввів в музикознавчий простір визначення tone cluster (звуковий кластер, співзвуччя, що складається найменше з двох секунд) і «еластична», «мобільна» музика (принцип алеаторики, вільного переміщення цілих фрагментів композиції — використаний в його квартеті № 3, «1934», в «Мозаїчному квартеті», «1935»).
Широко експериментував зі звукодобуванням. У 20-х роках створив твори, які повністю виконуються на фортепіанних струнах: в Еоловій арфі (Aeolian Harp, 1923) використовуються досить «традиційні» защипування струн (це стане повсякденним прийомом в другій половині XX століття), а в п'єсі Баньши (The Banshee, 1925) звук добувається за допомогою тертя струн. Для ударів по струнах часто використовував долоні, кулаки і передпліччя. Приблизно до 1916 року були написані перші твори для фортепіано з використанням кластерів. Наприклад, «Рекламне оголошення» (близько 1914) або «Динамічний рух» (1914 або 1916).
Серед великої кількості нових методів звуковидобування, найяскравіший – гра кулаком, долонею і передпліччям на клавішах нижнього регістру. Вперше цей прийом застосовується у «The Tides of Manaunaun». Головна мета такого звучання – зображення великих емоційних хвиль. Це ранній приклад того, що він назвав «гроно звуків», або кластер. Генрі використовував цей і подібні методи в багатьох роботах, які згодом мали значний вплив на авторів наступних десятиліть, наприклад, Пендерецького, Лігеті та інших композиторів, які писали електронну музику.
Часто давав своїм п'єсам незвичайні, урбаністичні назви — «Рекламне оголошення», «Фабрика» і т. п.
Коуелл також захопився музикою інших культур: азійською та близькосхідною музикою.  Це значно вплинуло на світогляд молодого композитора. Вивчав порівняльне музикознавство в Берліні у Еріха фон Горнбостеля, 
У 30-х рр. Ковелл створює інструмент Ритмікон (першу в світі драм-машину); мав 16 базових ритмів і практично необмежену кількість варіацій. В 1931 році для цього інструменту композитор написав твір «Rhythmicana».
Використовував ірландський, кельтський музичний фольклор, елементи індійської раги та японської традиційної музики (13-а симфонія Мадрас; 2 концерти для кото з оркестром, 1962-65). 20 симфоній (1918-65), камерно-інструментальні, вокально-симфонічні твори.
Пізній період творчості був ще більш інноваційним, але з роками композиторська мова Коуелла ставала все більш спрощена, як тонально, так і ритмічно. Він написав безліч п'єс, що відображають його інтерес до сільських американських пісень, ірландського фольклору та східної музики.                                                                                    
Безліч відомих американських композиторів, включаючи Джона Кейджа, Лу Гаррісона і Джарджа Ґершвіна вчилися у нього і залишалися, в деякому сенсі, його послідовниками.

## Список творів
- Опера О'Гіґґінс із Чилі (1949, не закінчена).

- Балети Будівництво Банбу (The building of Banba, 1922), Атлантика (1926).
- 20 симфоній (головним чином програмні, 1918-65, 20-я не закінчена).
- Увертюри — Акуратна (Shipshape, 1939), Святкова (Festival, для 2 орк., 1946).
- П'єси для симфонічного, камерного та духового оркестрів, в тому числі — Синхронність (Synchrony, 1930), Старовинні американські сільські мелодії (Old American country set, для фортепіано з оркестром, 1937), Американський пиріг (American melting pot, 1940), Казки сільської місцевості (Tales of the countryside, 1941), Гімн і фугований наспів (Hymn and fuguing tune), 8 п'єс, заснованих на гімнах Біллінґса (1943-47), Бабусина румба (Grandma's rumba, 1945), Музика для оркестру (Music for orchestra , 1957), антифони (Antiphony, 1959), Поліфоніка для 12 інструментів (1930), Перська цикл (для камерного оркестру, 1956), Присвята Ірану (Homage to Iran, 1957 ), Жига для оркестру, Ірландська сюїта (1929), Кельтський цикл (Celtic Set, 1939).
- Концерти з оркестром — для фортепіано (1928), ударних (1958), Короткий концерт для акордеона (Concerto brevis, 1962), Маленький концерт для фортепіано (Concerto piccolo, 1942), гармоніки (1960), акордеона (1960), арфи (1965 ), два концерти для японської гусла кото з оркестром (1962, 1965), Ритмікана (п'єса для ритмікона з оркестром, 1931).
- Твори для бенду.
- Камерно-інструментальні ансамблі — 7 параграфів для струнного тріо (1925), фортепіанне тріо (1965), 5 струнних квартетів (1916-56), хори, для фортепіано — Музика для фортепіано (Music pour piano, 1960), п'єси для органа, для клавесина.
- П'єси для фортепіано — у тому числі Еолова арфа (Aeolian Harp, 1923) і «Баньши» (The Banshee, 1925).[8]

## Музикознавча спадщина
- New musical resources, N. Y.-L., 1930.
- Charles Ives and his music, N. Y., 1955, 1969 (совместно с S. Cowell).
- La France et la musique occidentale, R., 19[8]